# Марши
Ма́рши (от нем. Marsch, Marschland) — категория водно-болотных угодий, периодически затопляемая водами близлежащего водоёма, характеризующаяся травянистой галофитной растительностью. В русском языке под этим термином обычно подразумевают низменные полосы морского берега, подверженные воздействию высоких приливов или нагонов морской воды. В западной литературе это понятие более широкое, может включать в себя заливные луга и другие низменные ландшафты, уходящие под воду с той или иной периодичностью. Когда хотят подчеркнуть именно приливной характер марша, его называют солёным, или приморским (англ. salt marsh, нем. Salzwiese). На Белом море, где марши местами обычны, за ними закрепилось поморское название «лайды».
В отличие от расположенных ниже ваттов, марши выделяются сплошным травянистым покровом, часто в форме обширных луговых пространств. В субтропических и тропических широтах, где температура воды не опускается ниже точки замерзания, марши сменяют мангры. По форме рельефа и степени воздействия морской воды мангры ничем не отличаются от маршей, но в силу более тёплого климата выделяются древесной, а не травянистой растительностью. Вследствие особой среды обитания, все растения маршей — в той или иной степени галофиты, то есть приспособлены к произрастанию на засолённых почвах.
Нижним пределом марша считается обращённая к морю граница распространения надводных сосудистых растений, которая примерно соответствует среднему уровню моря. Верхняя граница марша ограничена зоной затопления сизигийными приливами, или иными словами средним уровнем наивысших полных вод. С точки зрения экологии марши — промежуточная среда между сушей и морем. Здесь сосуществуют как изначально наземные (цветковые растения, насекомые, птицы и млекопитающие), так и водные (водоросли, моллюски, ракообразные и рыбы) организмы.

## Общие понятия

### Определение
Понятие марша неоднозначно в различных языках и странах. Американские экологи Уильям Митш (англ. William J. Mitsch) и Джеймс Госслинк (James G. Gosselink) в своём учебнике «Wetlands» определили марш (англ. marsh) как «часто либо непрерывно затопляемое водно-болотное угодье, характеризующееся наличием надводной травянистой растительности, адаптированной к условиям насыщенного грунта. Согласно европейской терминологии, марш развивается на минеральных почвах, в которых не происходит образование торфа». В этой же книге приводится определение частного случая — солёного марша (англ. salt marsh), более близкое к русскоязычному понятию термина: «солончаковый луг на аллювиальных отложениях на берегу солёного водоёма, где уровень воды подвержен колебанию, часто вследствие прилива». Дэвид Скотт ещё более сужает понятие солёного марша, ограничивая его лишь полосой морского побережья, затопляемого со стороны моря с той или иной периодичностью.
В данной статье описывается именно русскоязычное понятие марша, которое согласно «Четырёхъязычному энциклопедическому словарю терминов по физической географии» относится только к затопляемой полосе низменных побережий морей. Составитель этого словаря известный советский физико-географ И. С. Щукин различает ватты и марши: первые подвержены ежедневному затоплению, вторые — только во время наиболее высоких (сизигийных) приливов. Специалисты, занимающиеся изучением водно-болотных угодий, делают акцент именно на специфическом растительном покрове в зоне затопления, а не на высоте прилива. Таким образом, с учётом внешних условий любой отдельно взятый марш представляет собой не столько форму рельефа, сколько экосистему с присущим только этой системе набором организмов (биоценозом) и их средой обитания (биотопом).
Само слово «марш» в описываемом значении имеет немецкое происхождение: согласно энциклопедическому словарю Брокгауза и Ефрона, в северо-западной Германии так назывались низменные, плодородные, защищённые плотинами от наводнений земли у берегов рек и моря.

### Прилив и отлив
Марши неразрывно связаны с воздействием приливной волны, высота которой непостоянна и в заданной точке колеблется в зависимости от взаимного расположения Земли, Луны и Солнца. В полнолуние и новолуние, когда все три объекта находятся на одной линии, эффект гравитации усиливается и волна поднимается выше вглубь материка, иногда по долинам рек проходя десятки километров. Такой прилив называют сизигийным, или полной водой. На другом полюсе находится так называемый квадратурный прилив (или малая вода), при котором Луна, Земля и Солнце образуют между собой прямой угол.
Более редкие фазы взаимного расположения небесных объектов, как, например, сезонное расстояние от Земли до Луны, также влияют на силу прилива, однако они выходят за скобки контекста данной статьи. Наконец, высота волны в конкретном месте зависит от рельефа береговой линии, глубины прибрежных вод, характера морских течений, силы и направления ветра, и других земных факторов. Самые сильные приливы зарегистрированы в узких воронкообразных заливах, выходящих в открытый океан, как, например, в заливах Фанди и Унгава у берегов Канады. С другой стороны, в Финском заливе и на многих островах Карибского моря приливы едва заметны, их высота не превышает нескольких сантиметров.
Чем сильнее прилив, тем соответственно сильнее отлив. Высота, до которой опускается вода во время наиболее мощного сизигийного отлива, называется средним уровнем наинизших малых вод (MLLW от англ. Mean Lower Low Water), и противоположный ему уровень максимального прилива — средним уровнем наивысших полных вод (MHHW от англ. Mean Higher High Water). Средний уровень моря (MSL от англ. Mean Sea Level) находится посередине между этими двумя экстремальными значениями, и наземная травянистая растительность, которую рассматривают в контексте маршей, обычно произрастает в промежутке между этой (средней) и максимальной высотами.

## Образование
Все современные марши получили своё развитие уже по прошествии последнего ледникового периода (закончился около 20 тыс. лет назад), то есть по геологическим меркам являются очень молодыми образованиями. На жизнедеятельность маршей негативным образом воздействуют сейсмическая активность, быстрое изменение уровня моря и наличие штормов, а также искусственное изменение ландшафтов.
На формирование, структуру и экологические процессы приморских лугов влияют несколько ключевых факторов — как со стороны моря, так и со стороны суши. Одни из этих факторов общие для всех маршей независимо от месторасположения, другие более специфические и связаны с температурным режимом, количеством осадков, энергией волн, высотой прилива, рельефом местности, содержанием почв и отложений, солёностью морской воды и другими условиями. Как результат, марши в различных регионах мира и даже в пределах одной области зачастую имеют существенные отличия.

### Защитные барьеры
Мощная волна быстро смывает растительность со слабой корневой системой и мелкозернистые осадки, которые содержат питательные вещества. По этой причине полоса земли вдоль берега чаще всего остаётся оголённой. Лишь очень немногие виды — такие, как солерос европейский, адаптировались к условиям выживания в столь агрессивной среде, и способны создавать рыхлые скопления у кромки воды. Часть морских отложений, принесённых приливом, состоящая из песка, ила и глины, застревает между побегами и неровностями рельефа, и остаётся на суше. Постепенно процесс аккумуляции приводит к образованию песчаных наносов (дюн), высота которых в отдельных случаях может достигать 100 м и выше. Иногда эти барьеры образуют узкие острова, вытянутые вдоль линии берега на небольшом расстоянии от него. При отсутствии сейсмической активности и стабильном уровне моря происходит постепенное наращение континентальной окраины, и затопление конкретных участков суши происходит всё реже и реже.
Позади дюн энергия волны существенно ослабевает, и возникают необходимые (но всё же недостаточные) условия для образования сплошных растительных сообществ. В субарктических и умеренных широтах они, как правило, принимают форму лугов с преобладанием галофитной растительности. Такие луга часто развиваются по берегам бухт, фьордов, эстуариев и с подветренной стороны островов.

### Аллювиальные отложения
Вторым ключевым условием для возникновения и развития марша является наличие питательной среды, которую в данном случае больше играют плодородные осадки, переносимые водными потоками и оседающие в их устьях, а также у подножий ледников. Такие отложения называют аллювием. По действием силы трения берега рек и ручьёв подвергаются эрозии, оторвавшиеся от грунта мелкозернистые частицы устремляются вниз по течению, пока не оказываются в полосе морского берега. Здесь, где в силу малого градиента скорость течения замедляется, значительная их часть оседает на дно и так же, как и морские отложения, способствует аккумуляции (накопления) наносов. Однако в этом случае осадки несут в себе гораздо большую долю минеральных веществ, необходимых для нормальной жизнедеятельности организмов. Качество отложений в разных местах неоднородно и зависит от множества факторов, в числе которых называют скорость течения, объём переносимой воды, длину потока и геологическое строение местности, по которой он протекал.

### Роль микроорганизмов
При наличии благоприятных внешних условий происходит постепенное наращение отложений и развитие маршевой экосистемы. Бедные кислородом аллювиальные отложения в устьях водных потоков, защищённые от воздействия приливных течений — идеальная среда для образования колоний цианобактерий и некоторых других групп бактерий (например, Bacillus, Clostridium и Desulfovibrio). Эти организмы фиксируют атмосферный азот и способствуют его насыщению на оголённом грунте. Ключевую роль в стабилизации грунта играют водоросли, в первую очередь диатомовые. Имея слизкую структуру, они как бы склеивают мелкозернистые осадки и таким образом препятствуют их дальнейшему вымыванию в море.

### Вертикальный прирост
Матовые колонии микроорганизмов создают благоприятные условия для роста первых сосудистых растений, семена, черенки и корневища которых попадают на почву вместе со сточными водами. Таких растений известно относительно немного, поскольку частые затопления и, как следствие, сильная солёность и эрозийность почвы, недостаток кислорода и избыток токсичных солей серы являются неприемлемыми условиями для подавляющего числа видов. Среди растений-пионеров обычно называют травы из родов Spartina, Salicornia, Sarcocornia, Suaeda, а также некоторые другие. Перечисленные растения ещё больше способствуют аккумуляции наносов и замедляют эрозию, задерживая частички грунта в корневой системе и в промежутке между побегами. Происходит кочкование осадочных пород, последовательно переходящее в общий подъём ландшафта. Чем выше положение над уровнем моря — тем реже влияние прилива. Другие виды растений, менее толерантные к солёной воде, вытесняют растения-пионеры в сторону моря и занимают их место. Происходит расщепление лугового пространства на растительные сообщества в виде линейных террас (см. ниже главу «Зональность»).

### Роль водотоков
Особую роль в аккумуляции наносов играют дельты и сточные каналы, которые зачастую пролегают через марш и выполняют роль дренажной системы. В маршах с развитой сетью водотоков вода в первую очередь заполняет их, и лишь при выходе из берегов разливается на близлежащие пространства. В результате вдоль водных путей накапливаются крупные частицы наносов с образованием насыпей, аналогичных прирусловым валам по берегам разливных рек.

## Структура маршей

### Влияние внутривидовой конкуренции
Многие растения маршей образуют густые заросли, которые препятствуют распространению семян извне. Плотность посадок влияет на морфологию трав: чем она выше, тем тоньше и слабее стебель отдельной особи, тем меньше её биомасса. Если растение обладает массивным верхушечным соцветием, оно не способно удержаться само по себе, и требует поддержки других рядом стоящих растений.
Аналогичная картина наблюдается у некоторых малоподвижных животных. Например, мидии Geukensia demissa образуют настолько плотные скопления, что раковины многих из них замедляют рост и деформируются. Вместе с тем общественное поведение положительно сказывается на выживании колонии в целом: уменьшается смертность от хищников, давления льда и удушья в иловых отложениях.

### Зональность
На всём протяжении лугового пространства частота затопления варьирует от ежедневного до эпизодического, меняется и его продолжительность. Помимо прямого действия на организмы, морская вода также влияет на химический состав и эрозийность почв. Происходит расслоение общего биологического пространства на пояса (или зоны), каждый из которых характеризуется определённым набором видов. В общем случае пояса могут быть представлены в виде полос, параллельных относительно береговой линии, при этом каналы и другие неровности рельефа могут исказить линейную картину.
Большинство авторов рассматривает три основных яруса маршей: нижний (~60 %), средний (~20 %) и верхний (~20 %). Первый из этих ярусов занимает ближайшую к морю, ежедневно затопляемую часть лугового пространства, а также берега сточных канав. Соль, выпавшая в осадок в результате испарения, быстро смывается следующим приливом, поэтому её концентрация в почве практически не отличается от концентрации в морской воде. Живущие здесь бактерии (в частности, Chromatiaceae и Ectothiorhodospiraceae) выделяют губительный для большинства растений сероводород. Перечисленные обстоятельства, а также недостаток в почве кислорода и относительная слабость грунта, требуют от растений особых адаптаций. Ярус выглядит почти однородным ввиду очень малого количества представленных здесь видов. Здесь господствуют суккуленты и злаки с сильно разветвлённым корневищем и пористой структурой стебля.
В верхнем поясе маршей содержание солей в почве может быть как ниже (при достаточно влажном климате или наличии пресноводного источника), так и выше (в аридном климате — например, средиземноморском). Видовое разнообразие в среднем и верхнем ярусе марша выше, чем внизу, и отдельные травы могут образовывать здесь свои сообщества, что придаёт всему пространству мозаичный вид.
Когда засолённость почвы не слишком высокая, растения нижнего пояса способны расти на других участках марша и даже за его пределами, однако вне своего основного биотопа часто вытесняются другими травами. С другой стороны, растения среднего и верхнего пояса практически никогда не встречаются в нижней части марша. Этот факт позволил специалистам выдвинуть предположение, что нижняя граница распространения маршевых растений не выходит за рамки выносливости к условиям окружающей среды, тогда как верхняя в основном ограничена способностью к конкуренции с другими видами.

### Сточные каналы
Одна из особенностей большинства развитых маршей — наличие сети каналов, по которым вода прибывает и убывает в период затопления. На начальном этапе образуются неглубокие желоба, которые при дальнейшей эрозии становятся более широкими и глубокими. Время от времени происходит обрушение берегов водостока, и на обрушенном грунте может образоваться новый растительный участок, в то время русло канала смещается в противоположную сторону.
Форма каналов зависит от режима прилива, состава грунта и типа растительности. Они могут быть как прямыми и немногочисленными, так и весьма разветвлёнными наподобие дельты реки. Например, в юго-восточной Великобритании, где в грунте преобладают мелкозернистые наносы, они представляют собой обширную паутинную сеть, в то время в западной части острова, где высота прилива значительно выше, а грунт главным образом состоит из песка, каналы имеют линейную структуру. У некоторых маршей каналы отсутствуют вовсе.
Растения, растущие по берегам каналов и часто погружённые в воду, зачастую более крупные, чем те же самые растения на расстоянии от них. В качестве примера таких видов часто называют две формы Spartina alterniflora, одна из которых достигает в высоту 3 м, а другая никогда не бывает выше 40 см.

### Солончаковые плеши
Во многих приморских лугах можно встретить участки, лишённые травянистой растительности — так называемые солончаковые плеши (англ. salt pan). Они имеют округлую либо вытянутую форму и, как правило, окружены травами, способными переносить наиболее высокие уровни засоления почвы. Такие образования представляют собой неглубокие понижения рельефа (депрессии) с чётко обозначенными границами, в которых во время сильных приливов скапливается вода (иными словами, образуются лужи). Со временем влага испаряется, и растворённые в ней вещества накапливаются в верхних слоях почвы, образуя толстый коркообразный слой. Концентрация солей в углублениях может многократно превышать концентрацию солей в собственно морской воде, и является непреодолимым препятствием для прорастания семян и побегов. Немногие виды, такие как, например, калифорнийский эндемик Lasthenia glabrata, успевают прорасти во время сезонных дождей, когда почва размывается пресной водой. Плотность и размеры плешей варьируют в разных маршах; иногда они отсутствуют вовсе, как, например, в южной Австралии или на берегах Гудзонова залива.
Часть округлых плешин образовались на начальном этапе становления марша, когда вокруг растений-пионеров возникали холмики-кочки, и отдельные пространства оголённого грунта оказывались зажатыми между ними. Другие, имеющие аналогичные очертания, появились позднее в местах, где вследствие изменения внешних условий первоначальный марш подвергся эрозии. Наконец, существуют более вытянутые «прогалины», по форме напоминают протоку — это обстоятельство позволило предположить, что они являются пересохшими руслами древних каналов.

## Географические зоны
География маршей охватывает все климатические зоны от арктического пояса до северной части субтропиков — то есть там, где температура воздуха с той или иной периодичностью опускается ниже нуля. В более тёплых широтах их сменяют мангры — вечнозелёные лиственные леса, которые, в отличие от маршей, характеризуются богатой древесной растительностью. Марши представлены на всех континентах, кроме Антарктиды, но не равномерно: на их образование оказывают влияние характер береговой линии, сила и направление ветра, глубина воды и некоторые другие факторы.
По оценкам специалистов, в настоящее время общая площадь маршей в мире составляет порядка 45 тыс. кв км. Чуть менее половины этой величины (~19 тыс. км) приходится на прибрежные луга США и Канады. Вместе с тем жизнедеятельность человека негативным образом сказывается на существовании этих водно-болотных угодий: по оценкам специалистов, в развитых странах до 80 % приморских лугов исчезло в связи с переформатированием ландшафтов под нужды человека, в первую очередь под строительство жилья и объекты инфраструктуры.
Марши обычно вытянуты вдоль морских побережий. Типичны для берегов Северного моря (Нидерланды, Германия, Швеция, Великобритания, Дания), во Франции (Бискайский залив), Польше (Гданьская бухта), Литве, на Атлантическом побережье США (во Флориде, Миссури, Техасе, Луизиане, Джорджии и других штатах).
Новозеландский ботаник Валентин Чапман (Valentine Jackson Chapman, 1910—1980) выделил 9 основных географических зон маршей, каждая из которых характеризуется особым разнообразием видов растений:
- Арктическая группа (англ. Arctic Group)
- Северо-европейская группа (англ. Northern European Group)
- Средиземноморская группа (англ. Mediterranean Group)
- Западно-атлантическая группа (англ. Western Atlantic Group)
- Тихоокеанская американская группа (англ. Pacific American Group)
- Китайско-японская группа (англ. Sino-Japanese Group)
- Австралазийская группа (англ. Australasian Group)
- Южно-Американская группа (англ. South American Group)

### Крайний Север
Арктическая группа (англ. Arctic Group) объединяет приполярные и заполярные побережья Северной Америки и России, а также Гренландию и Исландию. Это обособленная и относительно бедная в плане биологического разнообразия зона, организмы которой вынуждены выживать в условиях очень короткого лета, низких температур, воздействия ледовых масс и частых штормов. Она включает в себя низкорослые многолетние травы (~113 видов сосудистых растений из 62 родов), часто с толстым и глубоким корнем, выполняющим роль якоря. Размножение через боковые побеги (столоны) либо горизонтально вытянутое неглубокое корневище (симподиальное ветвление).
На территории России марши (они же лайды) распространены спорадически по побережьям морей Ледовитого океана: Белого, Баренцева, Карского, Лаптевых, Восточно-Сибирского и Чукоткского и Берингова, главным образом в закрытых заливах и устьях водных потоков. Наиболее известны развитые и обширные марши в дельтах крупных сибирских рек: Лены, Оби, Енисея и Колымы, а также в Кандалакшском заливе Белого моря. В арктическом поясе Северной Америки приморские заливные луга встречаются значительно реже, их общая площадь оценивается не более, чем 60 кв. км. Один из наиболее значимых участков известен в дельте реки Маккензи.

#### Растительный покров
На арктических побережьях России (что составляет около половины всех побережий Северного Ледовитого океана) зарегистрировано 113 видов (62 рода, 32 семейства) травянистых растений, которые встречаются в маршевых биотопах. Наиболее широко представлены злаки (26 видов), осоковые (17 видов) и астровые (8 видов).
Многие виды (например, гонкения бутерлаковидная, ложечница арктическая и лапчатка гусиная) покрываются пигментными пятнами оранжевого цвета, которые в августе приобретают багряный оттенок. Другие (такие, как бескильница ползучая) покрыты восковым налётом, из-за чего приобретают сероватую окраску.